# ラリト・トリプル・スンダリー・デビー
ラリト・トリプル・スンダリー・デビー（Lalit Tripur Sundari Devi, 1799年 - 1832年4月6日）は、ネパール王国の君主ラナ・バハドゥル・シャハの王妃。マートバル・シンハ・タパ、ジャンガ・バハドゥル・ラナの母の姉妹にあたる。

## 生涯
1794年、ナヤン・シンハ・タパの娘として生まれた。
1805年3月、ネパール王ラナ・バハドゥル・シャハと結婚した。
1816年11月、ギルバン・ユッダ・ビクラム・シャハが死ぬと、その息子ラジェンドラ・ビクラム・シャハが王位を継承し、故ラナ・バハドゥルの王妃であるラリト・トリプル・スンダリーがその摂政となった。彼女は同じタパ家の出身である執権ビムセン・タパを全面的に支え、そのおかげでビムセンは全権を掌握した。
1832年4月6日、ラリト・トリプル・スンダリーはコレラが原因で死亡した。
摂政の長期間の統治によって誰もビムセンに反対できずにいたが、彼女が死んだことで抑えられてきた反ビムセン派の人々の動きが表面化し、のちにビムセンの失脚に繋がっていった。